# گیاه مخملی

## گیاه مخملی،شب تاب(نام علمی:Gynura procumbens)
نام یک گونه از زیرخانواده کاسنیان آستروئیده است.
این گیاه به سرعت رشد می کند. نیاز ویژه ای ندارد، برگهای آن از کرک های ارغوانی پوشیده اند، نور باید به اندازه ی لازم به آن تابیده شود تا به خوبی نمو یابد. این گیاه در بهار گل هایی شبیه به گل قاصد تولید میکند که بوی نامطبوع دارند و بنابراین باید در مرحله ای که هنوز به صورت جوانه اند، چیده شوند. گاهی باید نوک شاخه ها را چید.

## روش نگهداری

### دما
به گرمای متوسط نیاز دارد- حداقل دما در زمستان 10 درجه سانتی گراد.

### نور
در محل روشن گذاشته شود. کمی نور مستقیم خورشید، برای این گیاه سودمند است.

### آب
از بهار تا پاییز آب فراوان و در زمستان خیلی کم داده شود.

### رطوبت هوا
گاهی باید برگهای آن را مه پاشی کرد.

### تعویض گلدان
در بهار می توانید گلدان را عوض کنید.

### تکثیر
قلمه ی ساقه ی این گیاه به آسانی ریشه می دهد.